# António de Gouveia
António de Gouveia foi um humanista e pedagogo português do Renascimento. Irmão de André de Gouveia e sobrinho de Diogo de Gouveia, morreu em 1566.